# Жан-Марк Гуно
Жан-Марк Гуно (на френски: Jean-Marc Gounon) е бивш пилот от Формула 1. Роден на 1 януари 1963 година в Обена, Франция.

## Формула 1
Жан-Марк Гуно прави своя дебют във Формула 1 в Голямата награда на Япония през 1993 година. В световния шампионат записва 9 състезания като не успява да спечели точки. Състезава се за отборите на Минарди и Симтек.